# Aéroport international de Yantai Penglai
L'aéroport international de Yantai Penglai est un aéroport qui dessert la ville de Yantai dans la province du Shandong en Chine. Il a ouvert en mai 2015.

## Situation

### Carte des 50 premiers aéroports de Chine
| \| 500 km1:25 016 000 \| Baotou Canton Changchun Changsha Chengdu-CTU Chengdu-TFU Chongqing Dalian Fuzhou Guilin Guiyang Haikou Hailar Hangzhou Harbin Hefei Hohhot Jinan Jinghong Kunming Lanzhou Lhassa Lijiang Nanchang Nankin Nanning Ningbo Pékin · Capitale Pékin · Daxing Qingdao Quanzhou Sanya Shanghaï-Pudong Shanghaï-Hongqiao Shantou-Chaozhou-Jieyang Shenyang Shenzhen Shijiazhuang Taiyuan Tianjin Ürümqi Wenzhou Wuhan Suzhou Xiamen Xi'an Xining Yantai Yinchuan Zhengzhou Zhuhai-Jinwan |
| 500 km1:25 016 000 |

## Statistiques
Pour des raisons techniques, il est temporairement impossible d'afficher le graphique qui aurait dû être présenté ici.

Voir la requête brute et les sources sur Wikidata.

## Compagnies et destinations
| Compagnies                                         | Destinations |
| -------------------------------------------------- | --- |
| Air China                                          | Pékin-Capitale, Changchun, Chengdu-Shuangliu, Daqing, Hangzhou-Xiaoshan, Wuhan |
| Asiana Airlines                                    | Séoul-Incheon |
| China Airlines                                     | Taïwan-Taoyuan |
| China Eastern Airlines                             | - Pékin-Capitale, - Baishan (zh), - Changchun, - Changsha, - Chengdu-Shuangliu, - Chongqing-Jiangbei, - Chifeng, - Dandong (en), - Datong (en), - Daqing, - Fuzhou-Chánglè - Hangzhou-Xiaoshan, - Hailar, - Harbin Taiping, - Hefei, - Jiamusi (en), - Jiayuguan (en), - Kunming-Changshui, - Lanzhou, - Lijiang, - Mianyang Nanjiao, - Mudanjiang, - Nanchang-Changbei, - Nankin, - Ningbo, - Ordos Ejin Horo, - Shanghai-Hongqiao, - Shanghai-Pudong, - Shenyang, - Shenzhen-Bao'an, - Taiyuan-Wusu, - Tangshan Sannühe (en), - Wuhan, - Wuxi/Suzhou, - Xi'an-Xianyang, - Yanji, - Yinchuan Hedong, - Yingkou (zh), - Zhangjiajie, - Zhengzhou |
| China Eastern Airlines                             | Bangkok-Suvarnabhumi, Pusan-Gimhae, Nagoya-Chūbu, Osaka-Kansai, Séoul-Incheon, Singapour-Changi, En saison Charter : Irkoutsk |
| China Eastern Airlines opéré par Shanghai Airlines | Changchun, Jiamusi (en), Harbin Taiping, Qiqihar-Sanjiazi, Shanghai-Hongqiao, Shantou-Chaozhou-Jieyang, Wenzhou-Longwan, |
| China Southern Airlines                            | Changsha, Chengdu-Shuangliu, Canton-Baiyun, Harbin Taiping, Shanghai-Hongqiao, Shenyang, Taiyuan-Wusu, Ürümqi-Diwopu, Xi'an-Xianyang |
| China United Airlines                              | Pékin-Nanyuan, Fukuoka, Shizuoka |
| Jeju Air                                           | Séoul-Incheon |
| Joy Air                                            | Hefei |
| Korean Air                                         | Séoul-Incheon |
| Okay Airways                                       | Chaoyang (en), Dalian-Zhoushuizi, Tianjin Binhai |
| Qingdao Airlines                                   | Hohhot |
| Shandong Airlines                                  | Bangkok-Suvarnabhumi, Pékin-Capitale, Changchun, Chongqing-Jiangbei, Canton-Baiyun, Guilin-Liangjiang, Guiyang, Hangzhou-Xiaoshan, Harbin Taiping, Jinan, Kunming-Changshui, Nankin, Nanning, Shanghai-Hongqiao, Shanghai-Pudong, Shenzhen-Bao'an, Shijiazhuang, Wuhan, Xiamen-Gaoqi, Xi'an-Xianyang |
| Shandong Airlines                                  | Séoul-Incheon, Taïwan-Taoyuan |
| Shenzhen Airlines                                  | Changchun, Changsha, Harbin Taiping, Hong Kong, Nankin, Shenyang, Shenzhen-Bao'an |
| Sichuan Airlines                                   | Shijiazhuang |
| Spring Airlines                                    | Shanghai-Hongqiao |
| Tianjin Airlines                                   | Tianjin Binhai |
| XiamenAir                                          | Xiamen-Gaoqi Harbin Taiping |

Édité le 25/03/2018